# Baszams
Baszams – miejscowość w Egipcie, w muhafazie Ad-Dakahlijja. W 2006 roku liczyła 5272 mieszkańców.